# Winterlinge
Die Winterlinge (Eranthis) bilden eine Pflanzengattung in der Familie der Hahnenfußgewächse (Ranunculaceae): Die etwa neun Arten sind in Eurasien verbreitet.

## Beschreibung

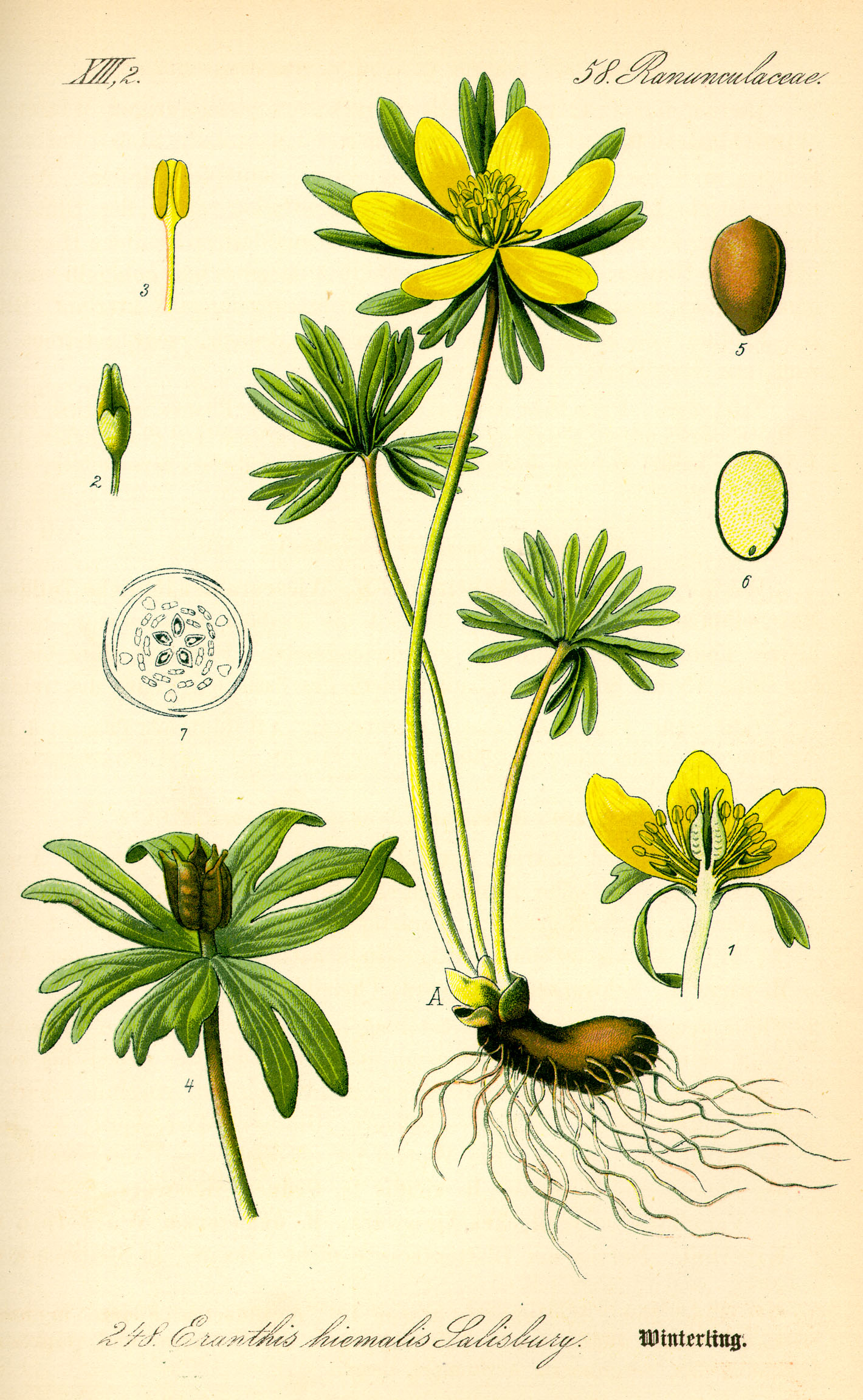
Illustration von Eranthis hyemalis, mit Rhizom, grundständigen Laubblättern, Blütenstandsschaft, Hochblättern, Blüte und Balgfrüchten

### Vegetative Merkmale
Winterling-Arten wachsen als ausdauernde, krautige Pflanzen. Sie bilden ein Rhizom mit einem Durchmesser von etwa 1 Zentimeter und mehreren knolligen Segmenten als Überdauerungsorgan aus. Für Eranthis hyemalis ergaben genaue Untersuchungen, dass eine Hypokotylknolle gebildet wird.
Es sind höchstens ein oder zwei grundständige Laubblätter vorhanden, die in Blattstiel und Blattspreite gegliedert sind. Der Blattstiel ist relativ lang. Die handförmig geteilte Blattspreite besitzt einen unregelmäßig gezähnten Blattrand.

### Generative Merkmale
Der Blütenstandsschaft ist stets unverzweigt und endet in einer endständigen, einzelnen Blüte. Unter der Blüte sitzt ein Wirtel aus waagerechten Hochblättern in je nach Art wechselnder Anzahl.
Die Blüte ist zwittrig und radiärsymmetrisch. Die Schauorgane der Blüte bilden fünf bis acht gelbe, weiße oder rosarote, kronblattähnliche Kelchblätter, die eine längliche, elliptische oder eiförmige Form besitzen. Es sind fünf bis acht kleine und röhrenförmige Nektarien vorhanden, die manchmal sterile Staubbeutel besitzen. Es sind zehn bis viele (bis 36) Staubblätter vorhanden mit einnervigen, schmal linealen Staubfäden und ellipsoiden oder kreisförmigen Staubbeuteln. Je Blüte sind vier bis neun, selten mehr freie Fruchtblätter vorhanden, die in einer deutlich erkennbaren Narbe enden. Jedes Fruchtblatt enthält sechs bis neun Samenanlagen.
Es stehen vier bis neun, selten mehr Balgfrüchte zusammen, die 2 bis 3 mm lang, gerade oder im oberen Bereich gekrümmt sind, in einem Schnabel enden und jeweils viele Samen enthalten. Die etwas abflachten, eiförmigen bis ellipsoiden Samen besitzen eine oliv-braune, glatte oder netzartig skulpturierte Oberfläche.
Die Chromosomengrundzahl beträgt x = 8. Alle Pflanzenteile sind giftig.

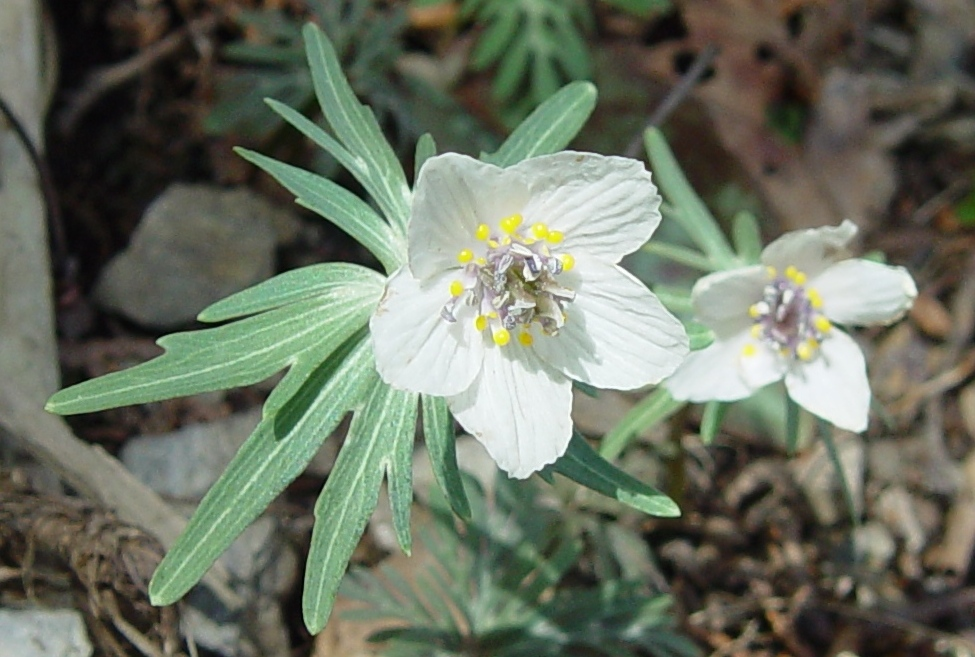
Hochblätter und Blüte von Eranthis pinnatifida
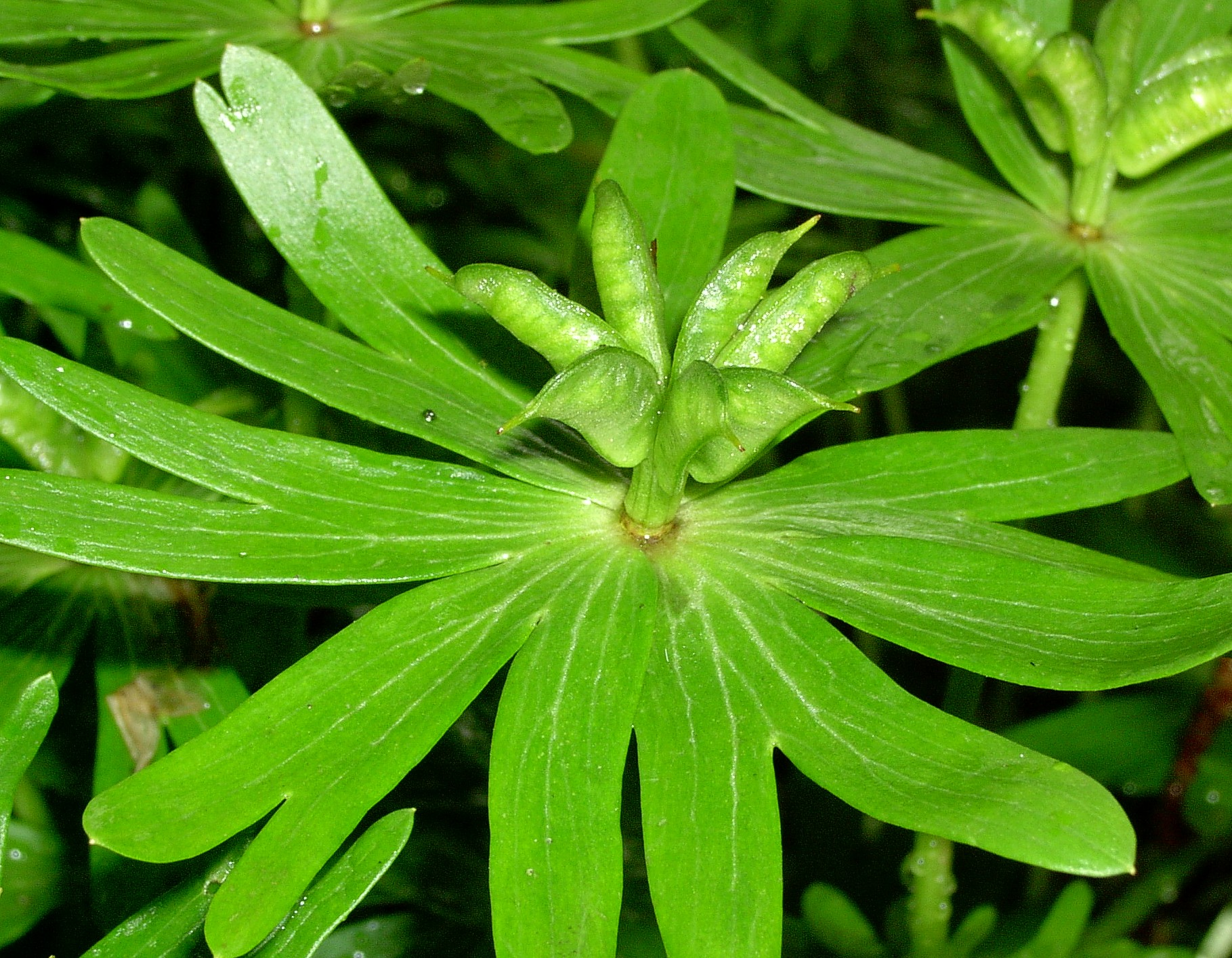
Unreife Balgfrüchte von Eranthis hyemalis
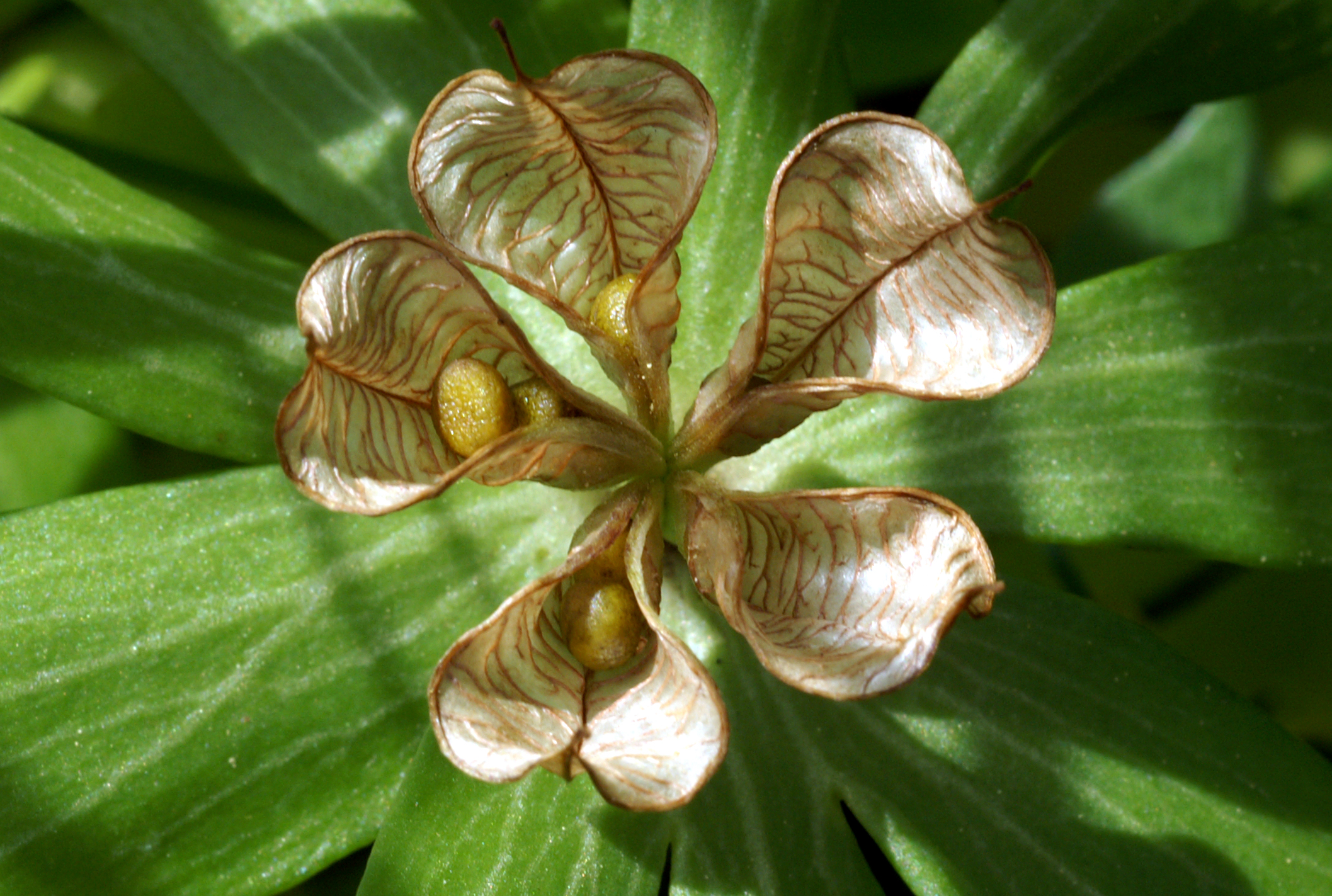
Geöffnete Balgfrüchte von Eranthis hyemalis

## Systematik und Verbreitung
Die Gattung Eranthis wurde 1807 durch Richard Anthony Salisbury mit der Typusart Eranthis hyemalis aufgestellt. Der Gattungsname Eranthis leitet sich von den griechischen Wörtern er für Frühling und anthos für Blüte ab. Ein Synonym für Eranthis Salisb. ist Cammarum Hill nom. rej.
Die Gattung Eranthis ist in Eurasien verbreitet.
Die Gattung Eranthis gehört zur Tribus Actaeeae in der Unterfamilie der Ranunculoideae innerhalb der Familie der Ranunculaceae.
Die Gattung Eranthis gliedert sich in zwei Sektionen mit acht bzw. neun Arten:
| Name | Trivialname                                                             | Verbreitung | Bild |
| --- | ----------------------------------------------------------------------- | --- | ---- |
| Section Eranthis: |                                                                         | |      |
| Eranthis hyemalis (L.) Salisb. (Winterling)                                                                                            | Syn.: Eranthis ×tubergenii Hoog (Eranthis cilicica × Eranthis hyemalis) | Südeuropa. Sie dient als Zierpflanze und tritt in Europa und Nordamerika verwildert auf.                                |      |
| Eranthis cilicica Schott & Kotschy |                                                                         | Türkei – südliches Anatolien                                                                                            |      |
| Eranthis longistipitata Regel |                                                                         | Im nordöstlichen Iran und im südlichen Zentralasien verbreitet (Auf der Karte Nr. 3!)                                   |      |
| Eranthis sect. Shibateranthis (Nakai) Tamura: Sie wird von manchen Botanikern auch als eigene Gattung Shibateranthis Nakai abgetrennt. |                                                                         | |      |
| Eranthis albiflora Franchet |                                                                         | Endemit im westlichen Teil der chinesischen Provinz Sichuan.                                                            |      |
| Eranthis lobulata W.T.Wang |                                                                         | Endemit im nördlichen-zentralen und im westlichen Teil der chinesischen Provinz Sichuan. im Qionglai Shan Gebirge Tibet |      |
| Eranthis pinnatifida Maxim. |                                                                         | Japan – mittleres und westliches Honschu                                                                                |      |
| Eranthis sibirica DC. |                                                                         | In den Gebirgen Sibiriens beheimatet: Altai, Angara Gebiet und Sajangebirge (auf der Karte Nr. 4!)                      |      |
| Eranthis stellata Maxim. |                                                                         | Im Ussuri-Gebiet, im nördlichen Korea und in den nordostchinesischen Provinzen Jilin und Liaoning.                      |      |
| Eranthis byunsanensis B.Y.Sun |                                                                         | Südliches Korea |      |